# مسجد مرتضی مختاروف
مسجد مرتضی مختاروف (ترکی آذربایجانی: Murtuza Muxtarov məscidi) یک مسجد در شهر باکو پایتخت جمهوری آذربایجان است.
ساخت این مسجد در سال ۱۹۰۱ میلادی به دست ساکنان محلی آغاز شد. به دلیل کمبود مصالح، ساخت و ساز به حالت تعلیق درآمد. ساکنان از مرتضی مختاروف که از نیکوکاران شهر بود درخواست کمک مالی کردند.
مختاروف چندین معمار (از جمله معمار اصلی زیور بیک احمدبکوف) را استخدام کرد و هزینه‌های ساخت را بر عهده گرفت.
ساخت و ساز ۸ سال به طول انجامید و در سال ۱۹۰۸ به پایان رسید.
این مسجد در دوران اتحاد جماهیر شوروی به عنوان کارگاه بافندگی مورد استفاده قرار می‌گرفت. میان سال های ۱۹۸۵ تا ۱۹۸۹ به عنوان سالن نمایشگاهی از آثار ستار بهلول‌زاده مورد استفاده قرار گرفت. از سال ۱۹۸۹ این بنا به عنوان مسجد فعالیت می‌کند.
مختاروف قرآنی با خط طلایی عربی به عنوان هدیه ویژه به مسجد داد که ۲۵ کیلوگرم وزن دارد.
این مسجد دارای دو مناره است که ۴۷ متر ارتفاع دارند و هر کدام ۱۴۰ پله دارد. این مسجد دارای نمازخانه ویژه بانوان نیز می‌باشد. قبر مرتضی مختاروف در حیاط مسجد قرار دارد. در سمت راست و چپ مسجد کتیبه‌ای وجود دارد که با حروف عربی حکاکی شده است: «سلام بر پیامبران».